# Celaena succincta
Celaena succincta är en fjärilsart som beskrevs av Ludwig Carl Friedrich Graeser 1890. Celaena succincta ingår i släktet Celaena och familjen nattflyn. Inga underarter finns listade i Catalogue of Life.